# Dacetinops ignotus
Dacetinops ignotus é uma espécie de formiga do gênero Dacetinops, pertencente à subfamília Myrmicinae.